# Malta op het Eurovisiesongfestival 2005
Malta nam deel aan het Eurovisiesongfestival 2005 in Kiev (Oekraïne). Het was de achttiende deelname van het land op het Eurovisiesongfestival. Public Broadcasting Services (PBS) was verantwoordelijk voor de Maltese bijdrage voor de editie van 2005.

## Selectieprocedure
Er werd gekozen om een nationale finale te organiseren.
In totaal deden er 22 artiesten mee aan deze finale en de winnaar werd gekozen door televoting.
| №  | Lied                         | Artiest                   | Punten | Plaats |
| -- | ---------------------------- | ------------------------- | ------ | ------ |
| 1  | "Love is the reason"         | Natasha & Charlene        | 1454   | 13de   |
| 2  | "He"                         | Eleonor Cassar            | 2026   | 10de   |
| 3  | "Don't tell it"              | Fabrizio Faniello         | 1574   | 12de   |
| 4  | "One life"                   | Gunther Chetcuti          | 1421   | 15de   |
| 5  | "Addio ciao"                 | Aldo Busuttil             | 3561   | 5de    |
| 6  | "Sunshine in your eyes"      | Keith Camilleri           | 4603   | 4de    |
| 7  | "Don't stop the party"       | Ali & Lis                 | 2525   | 8ste   |
| 8  | "Time to fall in love again" | Louiseann Tate            | 1450   | 14de   |
| 9  | "Deja vu"                    | Olivia Lewis              | 11369  | 2de    |
| 10 | "The sky is the limit"       | Rosman Pace               | 670    | 20ste  |
| 11 | "Words of love"              | Fiona & Nadine            | 1657   | 11de   |
| 12 | "Through your eyes"          | Justine                   | 711    | 19de   |
| 13 | "Holding me down"            | Karen Polidano            | 714    | 18de   |
| 14 | "There for you"              | Leontine & Roger          | 847    | 17de   |
| 15 | "We can do better"           | Romina & Rachel & Neville | 654    | 22st   |
| 16 | "It's up to you"             | The Mics                  | 666    | 21ste  |
| 17 | "Angel"                      | Chiara                    | 11935  | 1ste   |
| 18 | "Appreciate"                 | Glen Vella                | 3358   | 6de    |
| 19 | "Let's make a change"        | Andreana & Christian      | 992    | 16de   |
| 20 | "Play on"                    | Pamela                    | 2232   | 9de    |
| 21 | "You"                        | J. Anvil                  | 5903   | 3de    |
| 22 | "The angels are tired"       | Manuel                    | 2526   | 7de    |

## In Kiev
Door de goede prestatie in 2004, moest men niet aantreden in de halve finales.
In de finale moest men aantreden als 3de na het Verenigd Koninkrijk en voor Noorwegen. Op het einde van de avond bleek men op een 2de plaats te zijn geëindigd met 192 punten.
Men ontving 1 keer het maximum van de punten.
Nederland en België hadden respectievelijk 8 en 5 punten over voor deze inzending.

### Gekregen punten

#### Finale
| 12 punten                                                             | 10 punten                                                                    | 8 punten                                               | 7 punten              | 6 punten          |
| --------------------------------------------------------------------- | ---------------------------------------------------------------------------- | ------------------------------------------------------ | --------------------- | ----------------- |
| - Rusland                                                             | - Denemarken - Ierland - Israël - Noorwegen - Oekraïne - Verenigd Koninkrijk | - België - Duitsland - Finland - Griekenland - Turkije | - Frankrijk - Spanje  | - Cyprus - Zweden |
| 5 punten                                                              | 4 punten                                                                     | 3 punten                                               | 2 punten              | 1 punt            |
| - Hongarije - Letland - Monaco - Nederland - Oostenrijk - Wit-Rusland | - Albanië - Estland - IJsland - Kroatië                                      | - Zwitserland                                          | - Litouwen - Roemenië | - Slovenië        |

### Punten gegeven door Malta

#### Halve finale
Punten gegeven in de finale:
| 12 punten | Letland     |
| 10 punten | Roemenië    |
| 8 punten  | Nederland   |
| 7 punten  | Wit-Rusland |
| 6 punten  | Israël      |
| 5 punten  | Ierland     |
| 4 punten  | Denemarken  |
| 3 punten  | Noorwegen   |
| 2 punten  | Hongarije   |
| 1 punt    | Zwitserland |

#### Finale
Punten gegeven in de finale:
| 12 punten | Cyprus              |
| 10 punten | Letland             |
| 8 punten  | Israël              |
| 7 punten  | Roemenië            |
| 6 punten  | Griekenland         |
| 5 punten  | Noorwegen           |
| 4 punten  | Verenigd Koninkrijk |
| 3 punten  | Denemarken          |
| 2 punten  | Moldavië            |
| 1 punt    | Zwitserland         |